# 1974年孟加拉國饑荒
1974年孟加拉國饑荒是指孟加拉國在1974年3月至同年12月之間所發生的大規模饑荒。造成本次饑荒的主要原因是布拉馬普特拉河爆發洪水而造成大量的水稻受到破壞，導致糧食嚴重不足。估計至少有100萬以上的人因此餓死。
此次饑荒同時也是孟加拉國在1971年獨立後首次發生的飢荒。

## 飢荒經過
飢荒最初發生於1974年3月，當時孟加拉國的蘭格普區糧食嚴重不足，引發饑荒。這對經歷過戰爭而剛獨立的孟加拉國來說是一大考驗，且當地的基礎設施都還沒有應付這種情況的能力。而當年4月至7月間，布拉馬普特拉河受到大雨影響使其引發了大洪水，其中5月至7月間的災情較為慘重。
洪水爆發後，孟加拉國向印度政府尋求援助，但被回絕了。而當地的水稻受到嚴重破壞，導致糧食價格上揚，在10月時價格達到最高點。當年11月，孟加拉國開始接受各國援助，且冬季的農作物已經開始收成，因此饑荒在同年12月正式告一段落。
饑荒結束後，其所帶來的各種傳染病問題依然持續到下一年。

## 死亡人數與比例
在總死亡人數方面，各方統計出來的資料均有所不同，其中一位學者認為死亡人數應該超過150萬人，但這個數字還包括饑荒結束後死於傳染病（霍亂和瘧疾）的人數。死亡人口中勞動者和失業者占大多數的比例。第18頁

## 成因
如同其他饑荒，這次引起孟加拉國發生饑荒的原因是多方面的。除了洪水影響農作物收成外，還有政府的糧食儲存管理不當、立法限制糧食流動數量等。不過，最主要的原因還是因為洪水影響農作物收成。
然而，有部分學者研究發現，孟加拉國在1974年的農作物收成量並不低。因此他們認為，糧食不足的原因不是因為產量過少，而是政府不當的囤積糧食而造成市場上的價格升高。
除了政府不當囤積外，另一個成因是外界因素。孟加拉國獨立後，美國就已經暫停對其220萬公噸的糧食援助，以迫使孟加拉國放棄審訊巴基斯坦戰犯的計畫。到了1974年，饑荒發生，但因為孟加拉國將黃麻出口至正在接受經濟制裁的古巴，因此美國不予援助。直到最後，孟加拉國政府屈從於美國政府的施壓，停止對古巴出口黃麻，美國才開始對其進行糧食援助。